# 美尼斯 (佩拉)
美尼斯是一名亚历山大大帝时期的马其顿将领。狄俄尼索斯之子。
公元前333年，伊蘇斯戰役之后，美尼斯成为了亚历山大大帝的近身護衛官。在巴拉克魯斯，他被任命为奇里乞亚总督。前331年，在亚历山大占领苏萨之后，他派美尼斯携带3000塔兰同，前往地中海接管叙利亚、腓尼基、奇里乞亚政府。其中一部分资金被转交给了安提帕特以应付同马其顿人的战争。 Apollodorus of Amphipolis也参与了这次行动。